# Топориха (Пензенская область)
Топориха — село в Белинском районе Пензенской области России. Входит в состав Поимского сельсовета.

## География
Село расположено в 15 км к северу от Поима.

## История
Основано между 1743 и 1746 годами как часть Поимской вотчины графов Шереметевых, полученной в качестве приданого за «самой богатой невестой России», дочерью канцлера Российской империи князя А. М. Черкасского Варварой, вышедшей замуж за графа П. Б. Шереметева, сына «птенца гнезда Петрова» фельдмаршала Б. П. Шереметева. Первые жители — крестьяне села Поим (65 человек мужского пола).
В середине XIX века имелась синильня. В конце XIX века около 400 жителей исповедовали старообрядчество поповского толка, имелись также баптисты. Приходская церковь находилась в селе Агапово.
В 1912 году — в составе Агаповской волости Чембарского уезда Пензенской губернии.
В 1931 году имело место выступление крестьян против репрессивных действий государства в ходе коллективизации. В результате убито 5 советских работников (место захоронения — посёлок Башмаково): председатель Поимского сельсовета; председатель кандиевского колхоза; уполномоченный Башмаковского уголовного розыска; секретарь парткома Башмаковской машинно-тракторной станции; заместитель начальника строительства Башмаковского холодильника.
С образованием в 1939 году Пензенской области — центр сельсовета Поимского района (в 1954 году вошёл в состав Ушинского сельсовета).
С 1974 года — центральная усадьба совхоза «Вишенный», выделившегося из совхоза «Поимский».

### Вотчинная принадлежность
Село входило в Поимскую вотчину Шереметьевых наряду с сёлами Поим, Митрофаниха, Агапово и деревнями Богданиха, Котиха, Поганка, Белозёриха. Владельцами вотчины последовательно были:
- с 1743 года — Шереметев, Пётр Борисович
- с 1788 года — Шереметев, Николай Петрович
- с 1809 года — Шереметев, Дмитрий Николаевич
- с 1871 года по 1917 год — Шереметев, Александр Дмитриевич

### Динамика населения
| Год           | 1864 | 1877 | 1897    | 1912      | 1926  | 1930  | 1939  | 1959 | 1979 | 1989 | 1996 | 2002 | 2012 |
| ------------- | ---- | ---- | ------- | --------- | ----- | ----- | ----- | ---- | ---- | ---- | ---- | ---- | ---- |
| Число жителей | 839  | 859  | 488 (?) | ок. 1 088 | 1 335 | 1 438 | 1 019 | 635  | 585  | 391  | 414  | 285  | 159  |

## Достопримечательности
В селе расположен единоверческий (старообрядческий) храм-школа во имя Покрова Пресвятой Богородицы — деревянный, не обшитый, однопрестольный. Построен в 1897 году усилиями купца посада Сольцы Псковской губернии Михаила Дмитриевича Гурьянова и прихожан в память коронации императора Николая Александровича и императрицы Александры Фёдоровны. Освящён 7 января 1900 года.
3 марта 1905 года в церкви произошёл пожар, в котором сгорели купол, иконостас и сильно обгорели стены.